# Indianapolis 500 2021
Das Indianapolis 500 (offiziell 105th Running of the Indianapolis 500 presented by Gainbridge) auf dem Indianapolis Motor Speedway, fand am 30. Mai 2021 statt und ging über eine Distanz von 200 Runden à 4,023 km, was einer Gesamtdistanz von 804,672 km entspricht.

## Bericht
Scott Dixon, Colton Herta und Rinus VeeKay starteten aus der ersten Reihe. In Runde eins übernahm Herta die Führung von Dixon. Nach zwei Runden führte VeeKay. Während den ersten Boxenstopps drehte sich Stefan Wilson beim Bremsen in der Boxengasse und blieb dort mit seinem beschädigten Wagen liegen. In der darauf folgenden Gelbphase fuhren mehrere Fahrer zum Boxenstopp. Bei Dixon und Alexander Rossi war der Tank leer in der Box, so dass beiden der Motor ausging und neu gestartet werden musste, dadurch fielen sie eine Runde zurück. Beim Neustart nach Runde 46 führte Herta vor VeeKay, Conor Daly, Ryan Hunter-Reay und Hélio Castroneves. Nach 49 Runden überholten VeeKay und Daly nacheinander Herta auf der Start-Ziel-Geraden. Eine halbe Runde später lag Daly auf dem ersten Rang. Graham Rahal kam nach 118 Runden als letzter zum vierten Boxenstopp. Er fuhr los, bevor das linke Hinterrad fest gezogen war. Von der Aufwärmspur drehte er sich unmittelbar vor den Führenden in die Mauer bei Kurve 2. Daly traf das lose Rad, womit er sich die Front leicht beschädigte. Castroneves übernahm die Führung von Palou nach dem Neustart. Dahinter folgten O’Ward und VeeKay. O’Ward führte zwei Runden später und vier Runden später wieder Palou. Nach den letzten Stopps bis Runde 173 führte Palou vor Castroneves und O’Ward. In den letzten Runden wechselte die Führung mehrmals zwischen Palou und Castroneves. In der vorletzten Runde überholte Castroneves Palou zum letzten Mal. Mit seinem vierten Sieg wurde Castroneves Rekordsieger zusammen mit A. J. Foyt, Al Unser und Rick Mears. Das Team Meyer Shank Racing gewann erstmals ein IndyCar-Rennen. Da das PaceCar nur zweimal auf die Strecke geschickt wurde, so selten wie noch nie, war es das bisher schnellste Indy 500 der Geschichte.

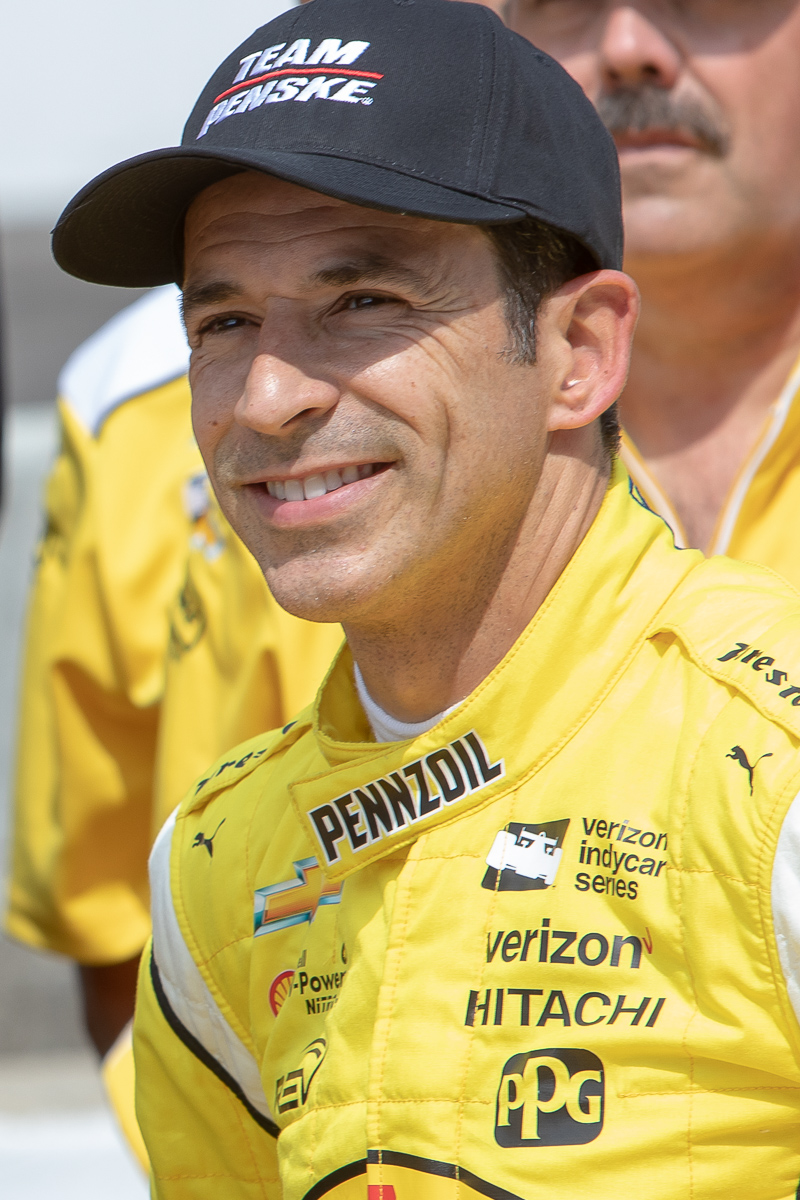
Helio Castroneves gewinnt 2021 das Indianapolis-Rennen.

## Klassifikationen

### Start
| Reihe | Innen | Innen             | Mitte | Mitte             | Auẞen | Auẞen               |
| ----- | ----- | ----------------- | ----- | ----------------- | ----- | ------------------- |
| 1     | 9     | Scott Dixon       | 26    | Colton Herta      | 21    | Rinus VeeKay        |
| 2     | 20    | Ed Carpenter      | 48    | Tony Kanaan       | 10    | Alex Palou          |
| 3     | 28    | Ryan Hunter-Reay  | 06    | Hélio Castroneves | 8     | Marcus Ericsson     |
| 4     | 27    | Alexander Rossi   | 18    | Ed Jones          | 5     | Patricio O’Ward     |
| 5     | 51    | Pietro Fittipaldi | 7     | Felix Rosenqvist  | 30    | Takuma Satō         |
| 6     | 29    | James Hinchcliffe | 3     | Scott McLaughlin  | 15    | Graham Rahal        |
| 7     | 47    | Conor Daly        | 60    | Jack Harvey       | 2     | Josef Newgarden     |
| 8     | 1     | J. R. Hildebrand  | 45    | Santino Ferrucci  | 86    | Juan Pablo Montoya  |
| 9     | 98    | Marco Andretti    | 22    | Simon Pagenaud    | 14    | Sébastien Bourdais  |
| 10    | 25    | Stefan Wilson     | 59    | Max Chilton       | 4     | Dalton Kellett      |
| 11    | 24    | Sage Karam        | 12    | Will Power        | 16    | Simona de Silvestro |

### Endergebnis
| Pos | Nr | Fahrer                | Team                                                               | Motor     | Runden | Zeit/Rückstand | Boxenstopps | Startplatz | Führungsrunden | Punkte |
| --- | -- | --------------------- | ------------------------------------------------------------------ | --------- | ------ | -------------- | ----------- | ---------- | -------------- | ------ |
| 1   | 6  | Hélio Castroneves     | Meyer Shank Racing                                                 | Honda     | 200    | 2:37:19.3846   | 5           | 8          | 20             | 103    |
| 2   | 10 | Alex Palou            | Chip Ganassi Racing                                                | Honda     | 200    | 0,4928         | 5           | 6          | 35             | 85     |
| 3   | 22 | Simon Pagenaud        | Team Penske                                                        | Chevrolet | 200    | 0,5626         | 6           | 26         | 3              | 71     |
| 4   | 5  | Patricio O’Ward       | Arrow McLaren SP                                                   | Chevrolet | 200    | 0,9409         | 5           | 12         | 17             | 65     |
| 5   | 20 | Ed Carpenter          | Ed Carpenter Racing                                                | Chevrolet | 200    | 1,2424         | 5           | 4          |                | 66     |
| 6   | 45 | Santino Ferrucci      | Rahal Letterman Lanigan Racing                                     | Honda     | 200    | 9,0876         | 6           | 23         | 2              | 57     |
| 7   | 24 | Sage Karam            | Dreyer & Reinbold Racing                                           | Chevrolet | 200    | 13,4359        | 5           | 31         | 2              | 53     |
| 8   | 21 | Rinus VeeKay          | Ed Carpenter Racing                                                | Chevrolet | 200    | 14,2415        | 5           | 3          | 32             | 56     |
| 9   | 86 | Juan Pablo Montoya    | Arrow McLaren SP                                                   | Chevrolet | 200    | 14,8808        | 5           | 24         |                | 44     |
| 10  | 48 | Tony Kanaan           | Chip Ganassi Racing                                                | Honda     | 200    | 15,4428        | 7           | 5          |                | 45     |
| 11  | 8  | Marcus Ericsson       | Chip Ganassi Racing                                                | Honda     | 200    | 16,5166        | 6           | 9          |                | 39     |
| 12  | 2  | Josef Newgarden       | Team Penske                                                        | Chevrolet | 200    | 22,3045        | 5           | 21         |                | 36     |
| 13  | 47 | Conor Daly            | Ed Carpenter Racing                                                | Chevrolet | 200    | 22,6921        | 5           | 19         | 40             | 37     |
| 14  | 30 | Takuma Satō           | Rahal Letterman Lanigan Racing                                     | Honda     | 200    | 23,2955        | 5           | 15         | 7              | 33     |
| 15  | 1  | J. R. Hildebrand      | A. J. Foyt Enterprises                                             | Chevrolet | 200    | 23,5277        | 7           | 22         |                | 30     |
| 16  | 26 | Colton Herta          | Andretti Autosport / Curb-Agajanian                                | Honda     | 200    | 28,8029        | 5           | 2          | 13             | 37     |
| 17  | 9  | Scott Dixon           | Chip Ganassi Racing                                                | Honda     | 200    | 38,6410        | 6           | 1          | 7              | 36     |
| 18  | 60 | Jack Harvey           | Meyer Shank Racing                                                 | Honda     | 200    | 40,1572        | 6           | 20         |                | 24     |
| 19  | 98 | Marco Andretti        | Andretti Herta-Haupert Autosport / Marco Andretti & Curb-Agajanian | Honda     | 200    | 40,3591        | 6           | 25         |                | 22     |
| 20  | 3  | Scott McLaughlin (R)  | Team Penske                                                        | Chevrolet | 200    | 40,8337        | 8           | 17         |                | 20     |
| 21  | 29 | James Hinchcliffe     | Andretti Steinbrenner Autosport                                    | Honda     | 200    | 40,8464        | 5           | 16         |                | 18     |
| 22  | 28 | Ryan Hunter-Reay      | Andretti Autosport                                                 | Honda     | 200    | 41,5762        | 6           | 7          |                | 19     |
| 23  | 4  | Dalton Kellett        | A. J. Foyt Enterprises                                             | Chevrolet | 199    | 1 Rd.          | 6           | 30         |                | 14     |
| 24  | 59 | Max Chilton           | Carlin                                                             | Chevrolet | 199    | 1 Rd.          | 8           | 29         |                | 12     |
| 25  | 51 | Pietro Fittipaldi (R) | Dale Coyne Racing / Rick Ware Racing                               | Honda     | 199    | 1 Rd.          | 6           | 13         |                | 10     |
| 26  | 14 | Sébastien Bourdais    | A. J. Foyt Enterprises                                             | Chevrolet | 199    | 1 Rd.          | 6           | 27         |                | 10     |
| 27  | 7  | Felix Rosenqvist      | Arrow McLaren SP                                                   | Chevrolet | 199    | 1 Rd.          | 8           | 14         | 14             | 11     |
| 28  | 18 | Ed Jones              | Dale Coyne Racing Vasser-Sullivan                                  | Honda     | 199    | 1 Rd.          | 6           | 11         |                | 10     |
| 29  | 27 | Alexander Rossi       | Andretti Autosport                                                 | Honda     | 198    | 2 Rd.          | 10          | 10         |                | 10     |
| 30  | 12 | Will Power            | Team Penske                                                        | Chevrolet | 197    | 3 Rd.          | 6           | 32         |                | 10     |
| 31  | 16 | Simona de Silvestro   | Paretta Autosport                                                  | Chevrolet | 169    | Unfall         | 4           | 33         |                | 10     |
| 32  | 15 | Graham Rahal          | Rahal Letterman Lanigan Racing                                     | Honda     | 118    | Unfall         | 3           | 18         | 8              | 11     |
| 33  | 25 | Stefan Wilson         | Andretti Autosport                                                 | Honda     | 32     | Unfall         | 1           | 28         |                | 10     |

(R) Rookie / Reifen: alle mit Firestone / 2 Gelbphasen für insgesamt 18 Rd.